# Виграїв
Вигра́їв — село в Україні, у Черкаському районі Черкаської області, підпорядковане Корсунь-Шевченківській міській громаді. Розташоване за 14 км від центру громади — міста Корсунь-Шевченківський, за 19 км від залізничної станції Корсунь та за 5 км від автошляху Н01. Населення — 600 чоловік (1044 у 1972 році).
Неподалік Виграєва виявлено поселення трипільської культури, та одне — періоду України-Русі.

## Історія

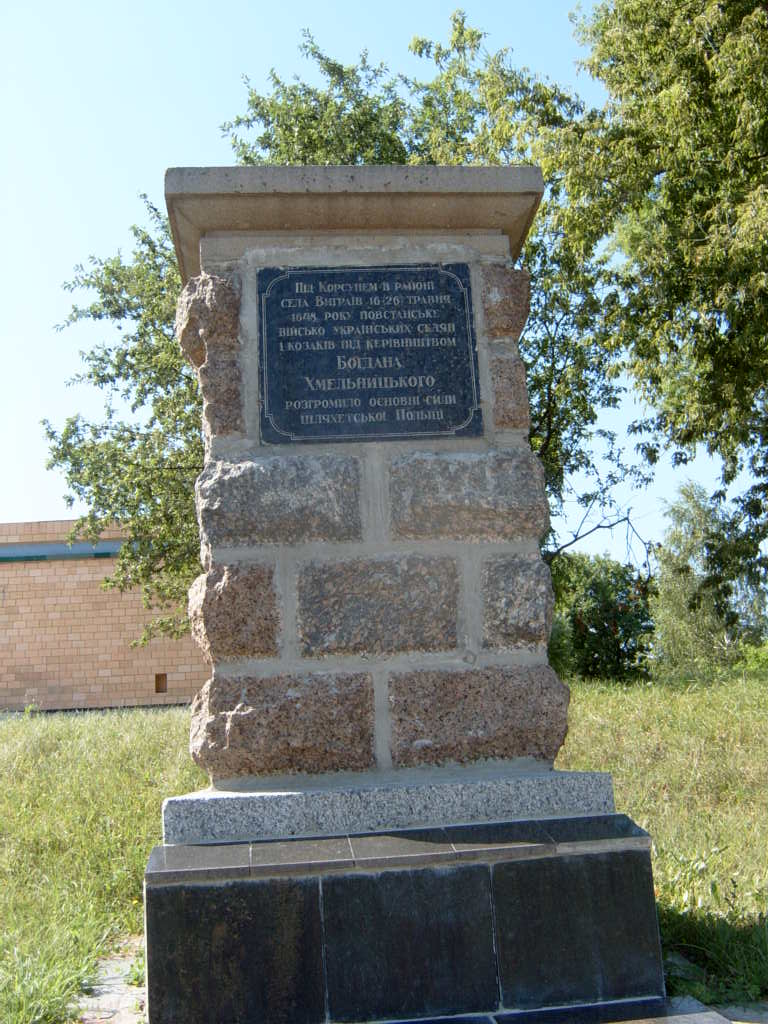
Стела про перемогу Б.Хмельницького 1648 р.

За однією з версій свою сучасну назву село отримало на честь перемоги козаків гетьмана Богдана Хмельницького над військами Речі Посполитою в травні 1648 року битві під Корсунем, яка закінчилася розгромом польського війська і взяттям в полон двох польських гетьманів. На честь цієї події в селі встановлено обеліск. В селі збереглися рови, які козаки на чолі з Максимом Кривоносом викопали, готуючи засідку на польське військо.
За іншою версією назва Виграїв походить від козака Виграя, який заснував хутір на місці сучасного села.
Перша письмова згадка про Виграїв відноситься до 1741 р. Село згадується в описі Корсунського староства й мало 30 дворів та близько 250 жителів.
327 виграївців брали участь у Другій світовій війні, з них 217 нагороджені орденами і медалями СРСР. В пам'ять про 78 загиблих у боях встановлено монумент Слави.
Станом на 1972 рік в селі працювала восьмирічна школа, де навчалося 172 учні, клуб на 350 місць, бібліотека з книжковим фондом 8,7 тисяч примірників, медпункт, дитячі ясла, філія зв'язку. В селі працював колгосп ім. Богдана Хмельницького, що мав в користуванні 2,1 тисяч га землі, у тому числі 1,3 тисячі га орної. Виробничим напрямком господарства було рільництво і тваринництво.
Виграїв — дуже цікавий природний об'єкт (ставки, ліс, річка Рось) і підходить для відпочинку в літній період (рибалка, піші походи, прогулянки на велосипедах і човнах).
Клірові відомості, метричні книги, сповідні розписи церкви Покрова Пресвятої Богородиці с. Виграїв (приписне с.* Нехворощ) Київського воєв., з 1797 р. Богуславського, з 1846 р. Канівського пов. Київської губ. зберігаються в ЦДІАК України. http://cdiak.archives.gov.ua/baza_geog_pok/church/vyhr_001.xml [Архівовано 30 серпня 2019 у Wayback Machine.]

## Населення

### Мова
Розподіл населення за рідною мовою за даними перепису 2001 року:
| Мова       | Кількість | Відсоток |
| ---------- | --------- | -------- |
| українська | 602       | 98.05%   |
| російська  | 7         | 1.14%    |
| румунська  | 5         | 0.81%    |
| Усього     | 614       | 100%     |

## Охорона природи
Поряд з селом розміщений заказник «Виграївський» (площа 3521,8756 га, створений рішенням Черкаської обласної ради від 22.05.1990 р. № 95) і заповідні урочища «Різаний Яр» (площа 233 га, створене рішенням Виконкому Черкаської обласної ради від 19.03.1976 року № 117) та «Горіхова діброва» (площа 3,8 га, статус отриманий у 2000 році).